# Дятел сірошиїй
Дя́тел сірошиїй (Dendropicos goertae) — вид дятлоподібних птахів родини дятлових (Picidae). Мешкає в Африці на південь від Сахари.

## Опис
Довжина птаха становить 20 см, форма тіла типова для дятлів. Верхня частина тіла зелена, голова і нижня частина тіла блідо-сірі. Надхвістя червоне, на животі невелика червона пляма. Хвіст короткий. У самців на тімені і потилиці червона пляма, у самиць голова повністю сіра.

## Підвиди
Виділяють п'ять підвидів:
- D. g. koenigi (Neumann, 1903) — від Малі до західного Судану;
- D. g. abessinicus (Reichenow, 1900) — від східного Судану до західної Ефіопії;
- D. g. goertae (Müller, PLS, 1776) — від Сенегалу до Малі;
- D. g. centralis (Reichenow, 1900) — від Сьєрра-Леоне до Нігерії, Південного Судану, західної Кенії і північно-західної Танзанії;
- D. g. meridionalis Louette & Prigogine, 1982 — від південного Габону і північно-західної Анголи до центральних районів ДР Конго.

Ефіопський дятел раніше вважався конспецифічним з сірошиїм дятлом.

## Поширення і екологія
Сірошиї дятли поширені від Сенегалу і Мавританії до Еритреї, північної Танзанії і північно-західної Анголи. Вони живуть в саванах і чагарникових заростях, у вологих і сухих тропічних лісах і рідколіссях, на полях, пасовищах і в садах. Зустрічаються на висоті до 3300 м над рівнем моря. Живляться комахами. Гніздяться в дуплах, в кладці від 2 до 4 яєць.